# PRINCIPIA
PRINCIPIA（プリンキピア）は、廣田紳により2000年5月11日にフリーウェアとして公開されたシミュレーションゲームである。
2017年には、完全版として『PRINCIPIA: Master of Science』が発売された。本項目では、それについても解説する。

## 概要
タイトル名はアイザック・ニュートンの著書である自然哲学の数学的諸原理（Principia）に因む。物理学を専攻していた廣田が、参考書にある科学者の経歴を信長の野望の武将プロフィールのようだと感じ、信長の野望の影響を受けつつも別角度のシミュレーションゲームの制作に取り掛かった。
ニュートンのほか、ゴットフリート・ライプニッツやロバート・ボイル、アントニ・ファン・レーウェンフックら17世紀の科学者を選んでプレイできる。
光学、天文学、生物学、数学、力学、熱力学の6分野で研究を行う。研究室で実験や推理を重ね、理論を創造しそこから論文を作成し、学会に論文を提出するのが一連の流れである。理論が不正確でも論文を作成できるが、不正確なほど学会で受理されにくい。また、別の科学者から支持されなければ完成度の高い論文でも受理されないため、資金援助や交流によってロビー活動を行うことも必要となる。
BGMはリメイク前はフリー素材を利用していたが、その中には椎葉大翼によるものもある。リメイク版のBGMは椎葉によるものである。